# Babalaô
Babalaô (em iorubá: bàbáláwo, cuja pronúncia é (baba—li-awo) babalauo, a junção da palavras se traduz por: pai tem segredos), também mencionado como Babalawo é o sacerdote exclusivo de Orumilá-Ifá do Culto de Ifá na religião iorubá, das culturas jeje e nagô. Sua função principal é a iniciação de outros babalaôs, a preservação do segredo e transmissão do conhecimento do Culto de Ifá para os iniciados. Existem diferenças entre as iniciações na África, Cuba e Brasil.

## Iniciação
Após duas iniciações ("mãos"), e sob a obediência a rígidos códigos morais, o babalaô recebe o direito de utilizar o Opelé-ifá (ou Rosário de Ifá) e os iquins (sementes de dendezeiro). O merindilogum (Jogo de búzios) é franqueado também às apetebis (mulheres iniciadas no Ifá) e aos auós facãs (aqueles que receberam a "primeira mão"). Alguns babalaôs recebem o título de oluó (Oluwó).

### Na África

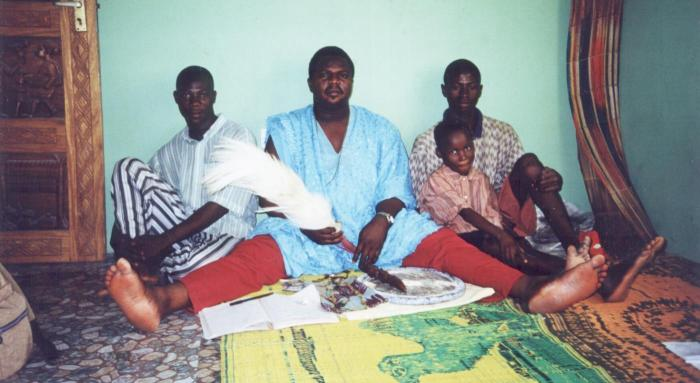
Babalaô africano

Babalaô ("pai do segredo") é o porta-voz de Orumilá. A iniciação de um babalaô não comporta a perda momentânea de consciência que acompanha as dos orixás. Não se trata de ressuscitar no inconsciente do babalaô o "eu perdido", correspondente à personalidade do ancestral divinizado. É uma iniciação totalmente intelectual. Ele terá de passar por um longo período de aprendizagem de conhecimentos precisos em que entra em jogo principalmente a memória. Precisa aprender, dos 3 aos 15 anos, uma quantidade enorme de histórias e lendas antigas, classificadas nos duzentos e cinquenta e seis Odus ou signos de Ifá, cujo conjunto forma uma espécie de enciclopédia oral dos conhecimentos tradicionais do povo de língua iorubá.

### No Brasil
Com a vinda dos negros escravizados para o Brasil, entre eles vieram alguns babalaôs, mas não deixaram seguidores e a história de como o culto se perpetuou no país ainda não foi estudada em profundidade. No entanto, temos conhecimento de muitos nomes: Martiniano Eliseu do Bonfim (1859-1943), também conhecido como Ojé L’adê, foi o grande precursor do retorno às raízes africanas e da busca de elementos capazes de fortificar as práticas religiosas dos negros ex-escravos. Ele foi considerado o "último Babalaô do Brasil" dos que vieram inicialmente.
O professor Júlio Braga analisa como esse processo de re-africanização das religiões afro-brasileiras na Bahia termina por reforçar o conceito de pureza nagô e alimentar o prestígio dos candomblés do povo iorubá de Queto. "O redescobrimento da África acontece inicialmente com Martiniano do Bonfim (como era mais conhecido) que vai em direção aos iorubás da Nigéria, com quem conviveu durante 11 anos", destaca no livro Na gamela do feitiço - repressão e resistência nos candomblés da Bahia.
Tendo por volta dos 14 anos de idade (aproximadamente em 1875), Martiniano Eliseu do Bonfim faz uma viagem com o pai à África e aí aperfeiçoa seu iorubá e inglês, que aprende numa escola de missionários ingleses. Quando volta ao Brasil, 11 anos depois, Martiniano já é um babalaô. "As leituras de Martiniano em Lagos sobre as tradições iorubás, além de vasto corpo de tradição oral, com que sem dúvida se familiarizara, é que lhe permitiram recriar os títulos de Obá de Xangô", conclui Braga.
Com a dispersão ocasionada pelo tráfico de escravos na África, diversos cultos praticamente desaparecem em seus locais de origem. Em 1886, Reino de Queto foi completamente destruído pelas guerras contra Abomei e o culto ao orixá Oxóssi, tão importante na Bahia, tornou-se aí praticamente esquecido. Um comentário de Pierre Verger, citado por Mestre Didi, no livro Axé Opô Afonjá, dá conta da surpresa do rei de Oxobô ao presenciar um ritual para Oxum no Ilê Axé Opô Afonjá. Ele "se mostrou impressionado pelo profundo conhecimento que ainda se tem na Bahia dos detalhes do ritual do culto àquela divindade", conta. O próprio título de Iá Nassô de Mãe Senhora é um posto destinado em Oió à sacerdotisa encarregada do culto a Xangô, no interior do Palácio do alafim de Oió, completa Mestre Didi, que era filho carnal de Mãe Senhora.
Rodolfo Martins de Andrade ou Bamboxê Obiticô era babalaô africano; Manuel Rodolfo Bamboxê Martins, o comerciante e traficante de escravos, segundo pesquisas indica ser a mesma pessoa. Leodovico, Joaquim Obitikô, Faustino Dada Adengi, antigo mestre Bojé, Felisberto Sowzer, conhecido como (Benzinho), filho de Maria Julia Andrade Sowzer, criado em Lagos, veio para o Brasil com o sobrenome Sowzer (corruptela de Souza) e foi um dos mais famosos babalaôs no Brasil.
Na história, Tio Agostinho, vivendo nas Quintas das Brotas; Leodovico; Tio Beneditino; Joaquim Obitikô, original de Pernambuco; Faustino Dada Adengi, antigo mestre de Bojé. Em Recife também houve babalaôs famosos: Vicente Braga (Atêrê Cani), seu filho Joaquim (Aro Moxégilema), Cassiano da Costa (Adulenju), João de Almeida (Gogosara), seu filho, Cláudio (Bamboxê ou Oiadipê); João da Costa (Eué Turo, Osso Odubalajé), Tio Lino (Abeleibojá), José Bagatinha (Ogunbii), enfim, Alanderobê e outros; donde que se tem conhecimento foram os últimos babalaôs.
Pierre Edouard Leopold Verger, fotógrafo francês que veio para o Brasil em 1946 foi também iniciado em Ifá na África como Auofã e Queto (Daomé), em 1953, tornando-se Fatumbi, "renascido em Ifá". Profundo estudioso e conhecedor das culturas e religiões tradicionais africanas e religiões afro-brasileiras, Pierre Verger é autor de inúmeras obras de referência sobre o assunto, foi um fotógrafo e etnólogo autodidata franco-brasileiro. Assumiu o nome religioso Fatumbi e que dedicou a maior parte de sua vida ao estudo da diáspora africana - o comércio de escravo, as religiões afro-derivadas do novo mundo, e os fluxos culturais e econômicos resultando de e para a África.
Outro Sacerdote, dedicado ao merindilogum e muito respeitado foi o professor Agenor Miranda Rocha, angolano de nascimento. Iniciado aos 5 anos de idade por Mãe Aninha, ialorixá fundadora dos Terreiros Ilê Axé Opô Afonjá de Salvador e do Rio de Janeiro. Pai Angenor vivia no Rio de Janeiro, trabalhando como professor. Foi autor de muitos livros importantes para a compreensão do Oráculo de Ifá no país. Agenor Miranda Rocha, o Pai Agenor, (Luanda, Angola, 8 de setembro de 1907 — Rio de Janeiro, 17 de julho de 2004) foi um babalorixá do Candomblé. Era professor catedrático aposentado do Colégio Pedro II, estudioso e adivinho do candomblé, o brasileiro que mais conheceu a herança e a cultura afro-brasileira.

#### Renascimento
Até o que se têm conhecimentos a partir da década de 90, com a vinda de babalaôs africanos e cubanos, houve um renascimento do culto de Ifá no Brasil. Em 22 de março de 1992 consagrou-se o primeiro "Barco" de Ifá no Rio de Janeiro, na periferia de Zona Oeste Bairro Campo Grande, pelas tradições de Cuba, pelo babalaô cubano Auó ni Orumilá Ifá Bi Omô Odu Ogundá Quetê Rafael Zamora Diaz. Seus integrantes eram Lúcia Petrocelli Martins, tendo recebido o cargo de primeira Iapetebi ni Orumilá Omõ Odu Obô-Ionô no Brasil pelas tradições de Cuba, seu esposo Adilsom de Oxalá (Adilsom Antônio Martins), Auó Facã Ogbe-Bara – atualmente babalaô Ifalequê Auó ni Orúnmilá Omõ Odu Ogbe-Bara, José Roberto de Souza (Auó Facã Iuori-Oturá), Claudemiro Barbosa Costa Filho (Auó Facã Otura-Ojuanê), Alberto Chamarelli Filho (Auó Facã Obará-Caná) atualmente babalaô Ifáladê Auó ni Orúnmilá Omõ Odu Odixá, Roger Candido de Oliveira (Auó Facã Oxá-Iretê) e Alexandre Araújo Cavalcante (Auó Facã Otura-Bara).
Todos consagrados pela liturgia Cubana, pelo babalaô Rafael Zamora Dias Oni Xangô Obá Coim, Auó ni Orumilá Ifá By Omõ Odu Ogunda kete, consagrando logo seguida em Cuba o primeiro babalaô, em 21 de agosto de 1992, o brasileiro Alberto Chamarelli Filho, Omõ Xangô Alafim de Oió, Auó Ni Orumilá Ifá Ladê, Omô Odu Odixá Odixó.
Hoje já existem muitos babalaôs iniciados em Cuba e no Brasil, outros tiveram que viajar para a África para se iniciarem e com isto originando um interesse renovado pelo Culto de Ifá no Brasil. Recentemente se tem notícia de babalaôs Africanos e Cubanos que vieram para o Brasil com a finalidade de abertura de casas Templo do Culto de Ifá. Adilson de Oxalá, Adilsom Antônio Martins Auó Omô Odu Obebará, brasileiro, foi iniciado como consta acima Auó Facã pelo babalaô Cubano, Rafael Zamora Diaz Ogundá Quetê, que criou o grupo msn- e Adilsom de Oxalá, atualmente Auó Ni Orúnmilá Ifáleke Omõ Odu Ogbe-Bara, fundou o Grupo MSN Obi Ordem Brasileira de Ifá 
Adilson de Oxalá, publicou inúmeros livros sobre Ifá, sendo o mais conhecido: Igbadu a Cabaça da Existência, Lendas de Exu, 666 Ebós e muitos outros no prelo. Tendo realizado plenamente a sua iniciação intelectual, Adilsom Antônio Martins, iniciou-se como babalaô pelas mãos do babalaô Adixá Arogundadê Adecunlê, passando a usar seu nome iniciático: babalaô Ifalequê Auó Ni Orumilá Omõ Odu Obebará.
Os primeiros a escreverem sobre Ifá no Brasil foram sacerdotes umbandistas. W.W. da Matta e Silva, conhecido como Mestre Iapacani já descrevia em 1956 um dos inúmeros sistemas de Ifá em suas obras. Seus discípulo, Ivan H. Costa (Mestre Itaomã) escreveu, nos anos 90, obra descritiva sobre o oráculo. A tradição africana de Ifá só chegou ao Brasil via africanos e cubanos muito mais tarde.

### Em Cuba

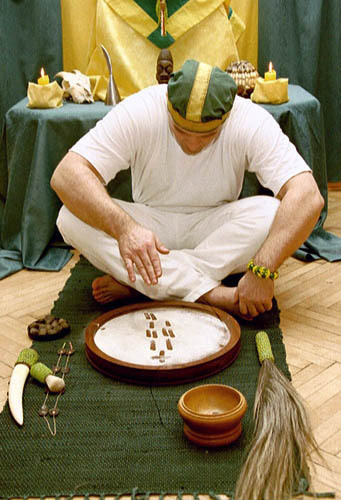
Imagem de um babalaô cubano

Na Santeria um babalaô ou "pai do segredo" é o equivalente a um Sacerdote. Ele é capaz de fazer rituais e interpretar oráculos. Além disso um babalaô é também um líder espiritual e aconselhador das pessoas que ele iniciou na religião. Originalmente, o babalaô era o ancião de sua tribo na África. Em Cuba, durante o período colonial, o seu papel mudou.
Um babalaô agora não necessita ser um ancião para executar suas tarefas; muitos são jovens, iniciados muito cedo. De fato, muitos babalaôs cubanos estão em seus vinte ou trinta anos. Hoje no Brasil existem inúmeros babalaôs cubanos e também brasileiros, pois no geral, todos os sacerdotes de Ifá, assim o são chamados.
Alguns foram para o Brasil, praticando seu culto: Oluó Wilfredo Nelson Erdibre em Guaratiba, oluó Pedro Oxebará em Grajaú, São Paulo.